# Région centrale (Togo)
Pour les articles homonymes, voir Région centrale.
La région Centrale est une région du Togo. Sa capitale est Sokodé.

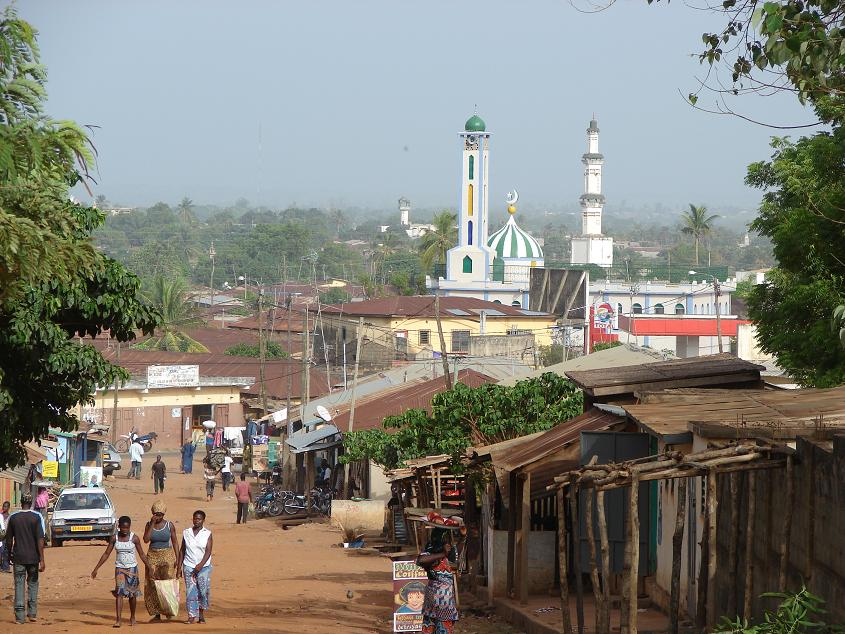
Vue sur le centre de Sokodé : Nouvelle Mosquée à l'avant - Grande Mosquée à l'arrière

La région Centrale couvre une superficie d'environ 13 500 km2 dont plus de 20 % sont des réserves et des forêts classées parmi lesquelles la réserve du parc national du Fazao qui couvre près de 2 000 km2.
La ville de Sokodé (à majorité musulmane) est la deuxième ville du pays en nombre d'habitants. La région offre de nombreux atouts culturels, les traditions sont restées vivantes. Le folklore, vivifié par le côtoiement incessant des différentes ethnies, avec interpénétration des coutumes, est ici particulièrement actuel et authentique.
Les fêtes du Ramadan, de la Tabaski, de Gadoa et d'Adossa (que l'on appelle aussi la fête des couteaux), toutes d'origines musulmanes et dont la pratique a été propagée par les Kotokoli, sont célébrées en grande pompe. Les chefferies traditionnelles en pays Tem sont un autre témoignage de ces coutumes restées profondément ancrées.
La variété des activités artisanales se retrouve ici aussi : sur les nombreux marchés de la région, entre autres, ceux de Blitta, de Pagala ou d'Adjengré, on trouve de très nombreux produits de l'artisanat local : outils aratoires, gourdes et calebasses, sacs à provisions...

## Subdivisions administratives
- Blitta (Préfecture de Blitta) chef-lieu : Blitta
- Sotouboua (Préfecture de Sotouboua) chef-lieu : Sotouboua
- Tchamba (Préfecture de Tchamba) chef-lieu : Tchamba
- Tchaoudjo (Préfecture de Tchaoudjo) chef-lieu : Sokodé (chef-lieu de la région Centrale)
- Mô (Préfecture de Djarkpanga) chef-lieu : Djarkpanga